# Louis Galewsky
Louis Galewsky (geboren 25. März 1819; gestorben 28. April 1895 in Breslau) war ein deutscher Unternehmer.

## Leben
Louis Galewsky gründete 1844 in Breslau die Likörfabrik L. Galewsky & Co., die später auch Niederlassungen in Berlin und Danzig unterhielt. Zu den bekannten Spezialitäten des Unternehmens gehörte der Kräuterlikör Breslauer Dom, der nach dem Zweiten Weltkrieg durch die GEFA Nürnberger Likörfabrik Richard Blokesch KG (heute Nürnberger Likörfabrik Bacchus-Kellerei) produziert wurde. Nach Galewskys Tod wurde das Unternehmen in eine Aktiengesellschaft umgewandelt und durch seinen Sohn Joseph Galewsky weitergeführt.
Galewskys Grabstätte befindet sich auf dem jüdischen Friedhof Lohestraße (heute ul. Ślężna) in Breslau.
Louis Galewskys Sohn war der spätere Dermatologe Eugen Galewsky (1864–1935).